# Jevgeni Donskoj
Jevgeni Jevgenjevitsj Donskoj  (Russisch: Евгений Евгеньевич Донско́й) (Moskou, 9 mei 1990) is een Russische tennisspeler. Hij heeft nog geen ATP-toernooi gewonnen, wel deed hij al mee aan een Grand Slam. Hij heeft elf challengers in het enkelspel en twee challengers in het dubbelspel op zijn naam staan.

## Palmares
| Legenda                       | Legenda               |
| ----------------------------- | --------------------- |
| Grand Slam                    |                       |
| Olympische Spelen             |                       |
| tot 2009                      | vanaf 2009            |
| Tennis Masters Cup            | ATP Finals            |
| ATP Masters Series            | ATP Tour Masters 1000 |
| ATP International Series Gold | ATP Tour 500          |
| ATP International Series      | ATP Tour 250          |

### Enkelspel
| Nr.                  | Datum            | Toernooi     | Ondergrond    | Tegenstander in finale | Score             |
| -------------------- | ---------------- | ------------ | ------------- | ---------------------- | ----------------- |
| Gewonnen challengers |                  |              |               |                        |                   |
| 1.                   | 21 februari 2011 | Casablanca   | gravel        | Alessio Di Mauro       | 2-6, 6-3, 6-3     |
| 2.                   | 20 februari 2012 | Meknes       | gravel        | Adrian Ungur           | 6-1, 6-3          |
| 3.                   | 23 juli 2012     | Astana       | hardcourt     | Marsel İlhan           | 6-3, 6-4          |
| 4.                   | 20 augustus 2012 | Segovia      | hardcourt     | Albano Olivetti        | 6-1, 7-6          |
| 5.                   | 5 november 2012  | Loughborough | hardcourt (I) | Jan-Lennard Struff     | 6-2, 4-6, 6-1     |
| 6.                   | 19 november 2012 | Tjoemen      | hardcourt (I) | Illja Martsjenko       | 6-7, 6-3, 6-2     |
| 7.                   | 9 augustus 2015  | Segovia      | hardcourt     | Marco Chiudinelli      | 7-6, 6-3          |
| 8.                   | 3 april 2016     | Raänana      | hardcourt     | Ričardas Berankis      | 6-4, 6-4          |
| 9.                   | 31 juli 2016     | Astana       | hardcourt     | Konstantin Kravtsjoek  | 6-3, 6-3          |
| 10.                  | 12 maart 2017    | Zhuhai       | hardcourt     | Thomas Fabbiano        | 6-3, 6-4          |
| 11.                  | 8 oktober 2017   | Kaohsiung    | hardcourt (i) | Marius Copil           | 7-6, 7-5          |
| 12.                  | 21 juli 2019     | Nur-Sultan   | hardcourt     | Sebastian Korda        | 7-6 (5), 3-6, 6-4 |

### Dubbelspel
| Nr.                              | Datum           | Toernooi | Ondergrond    | Partner        | Tegenstanders in finale        | Score            |
| -------------------------------- | --------------- | -------- | ------------- | -------------- | ------------------------------ | ---------------- |
| Gewonnen challengers herendubbel |                 |          |               |                |                                |                  |
| 1.                               | 7 november 2011 | Genève   | hardcourt (i) | Igor Andrejev  | James Cerretani Adil Shamasdin | 7-6, 7-6         |
| 2.                               | 29 januari 2017 | Rennes   | hardcourt (i) | Michail Jelgin | Julian Knowle Jonathan Marray  | 6-4, 3-6, [11-9] |

### Landencompetities
| Nr.              | Datum          | Toernooi | Ondergrond | Partner(s)                                     | Tegenstanders                                                   | Score               | Ref.    |
| ---------------- | -------------- | -------- | ---------- | ---------------------------------------------- | --------------------------------------------------------------- | ------------------- | ------- |
| Gewonnen finales |                |          |            |                                                |                                                                 |                     |         |
| 1.               | 7 januari 2021 | ATP Cup  | Hardcourt  | Andrej Roebljov Daniil Medvedev Aslan Karatsev | Matteo Berrettini Fabio Fognini Simone Bolelli Andrea Vavassori | 2-0 (2 wedstrijden) | Details |

## Resultaten grote toernooien
| Legenda | Legenda                          |
| ------- | -------------------------------- |
| g.t.    | geen toernooi gehouden           |
| l.c.    | lagere categorie                 |
| –       | niet deelgenomen                 |
| G       | uitgeschakeld in de groepsfase   |
| 1R      | uitgeschakeld in de eerste ronde |
| 2R      | uitgeschakeld in de tweede ronde |
| 3R      | uitgeschakeld in de derde ronde  |
| 4R      | uitgeschakeld in de vierde ronde |
| KF      | uitgeschakeld in de kwartfinale  |
| HF      | uitgeschakeld in de halve finale |
| F       | de finale verloren               |
| W       | het toernooi gewonnen            |
| w-v     | winst/verlies-balans             |

### Enkelspel
| toernooi             | 2013 | 2014 | 2015 | 2016 | 2017 | 2018 | 2019 | 2020 |
| -------------------- | ---- | ---- | ---- | ---- | ---- | ---- | ---- | ---- |
| grandslamtoernooien  |      |      |      |      |      |      |      |      |
| Australian Open      | 3R   | –    | –    | 2R   | –    | 2R   | 2R   | 1R   |
| Roland Garros        | 2R   | –    | –    | 1R   | 1R   | 1R   | –    |      |
| Wimbledon            | 1R   | 1R   | –    | 1R   | 1R   | 1R   | –    | –    |
| US Open              | 3R   | 1R   | 2R   | 1R   | 2R   | 1R   | 1R   | 1R   |
| ATP Masters 1000     |      |      |      |      |      |      |      |      |
| Indian Wells         | 2R   | 3R   | –    | 1R   | –    | 2R   | –    | –    |
| Miami                | 1R   | –    | –    | 1R   | –    | 2R   | –    | –    |
| Monte Carlo          | –    | 1R   | –    | –    | –    | –    | –    | –    |
| Madrid               | –    | –    | –    | –    | –    | 2R   | –    | –    |
| Rome                 | –    | –    | –    | –    | –    | –    | –    |      |
| Montreal/Toronto     | –    | –    | –    | –    | –    | 2R   | –    | –    |
| Cincinnati           | –    | –    | –    | –    | –    | –    | –    | –    |
| Shanghai             | –    | –    | –    | –    | –    | –    | –    | –    |
| Parijs               | –    | –    | –    | –    | 1R   | –    | –    |      |
| olympisch            |      |      |      |      |      |      |      |      |
| Olympische Spelen    | g.t. | g.t. | g.t. | 3R   | g.t. | g.t. | g.t. |      |
| statistieken         |      |      |      |      |      |      |      |      |
| totaal aantal titels | 0    | 0    | 0    | 0    | 0    | 0    | 0    | 0    |
| eindejaarsranking    | 98   | 130  | 91   | 125  | 72   | 98   | 112  |      |

### Dubbelspel
| toernooi             | 2013 | 2014 | 2015 | 2016 | 2017 | 2018 | 2019 | 2020 |
| -------------------- | ---- | ---- | ---- | ---- | ---- | ---- | ---- | ---- |
| grandslamtoernooien  |      |      |      |      |      |      |      |      |
| Australian Open      | –    | –    | –    | –    | –    | –    | –    | –    |
| Roland Garros        | 1R   | –    | –    | 1R   | –    | 2R   | –    |      |
| Wimbledon            | 1R   | –    | –    | –    | –    | –    | –    | –    |
| US Open              | –    | –    | –    | –    | –    | –    | –    | –    |
| ATP Masters 1000     |      |      |      |      |      |      |      |      |
| (nog) geen deelnames |      |      |      |      |      |      |      |      |
| olympisch            |      |      |      |      |      |      |      |      |
| Olympische Spelen    | g.t. | g.t. | g.t. | –    | g.t. | g.t. | g.t. |      |
| statistieken         |      |      |      |      |      |      |      |      |
| totaal aantal titels | 0    | 0    | 0    | 0    | 0    | 0    | 0    | 0    |
| eindejaarsranking    | 575  | 403  | 742  | —    | 259  | 369  | -    |      |